# Robāţ-e Arjomand
Robāţ-e Arjomand (persiska: رباط ارجمند) är en ort i Iran.   Den ligger i provinsen Markazi, i den centrala delen av landet, 250 km söder om huvudstaden Teheran. Robāţ-e Arjomand ligger 1 755 meter över havet och antalet invånare är 144.
Terrängen runt Robāţ-e Arjomand är platt åt nordväst, men åt sydost är den kuperad.Runt Robāţ-e Arjomand är det ganska tätbefolkat, med 56 invånare per kvadratkilometer. Närmaste större samhälle är Khomeyn, 9,6 km väster om Robāţ-e Arjomand. Trakten runt Robāţ-e Arjomand består i huvudsak av gräsmarker.